# Tonico & Tinoco
Tonico & Tinoco foi uma dupla caipira formada pelos irmãos João Salvador Perez (São Manuel, 2 de março de 1917 – São Paulo, 13 de agosto de 1994), o Tonico, e José Salvador Perez (Botucatu, 19 de novembro de 1920 – São Paulo, 4 de maio de 2012), o Tinoco, considerada uma das duplas mais importantes da história da música caipira. Em 59 anos de carreira, Tonico e Tinoco realizaram quase 1 000 gravações, divididas em 83 discos. A dupla é um dos recordistas de vendas no Brasil e, de acordo com diferentes fontes, suas vendas totais variam entre 20 milhões e 50 milhões de discos. A dupla realizou cerca de 40 000 apresentações em toda a carreira.

## Biografias

### Tonico
João Salvador Perez nasceu em São Manuel, São Paulo, em 1917. Tonico se casou duas vezes, a última com Valdete Perez. O cantor teve três filhos.
Em 12 de agosto de 1994, Tonico caiu no hall de entrada do prédio onde morava, no bairro da Mooca, na capital paulista. Ele sofreu um traumatismo craniano devido ao choque que sofreu na cabeça em decorrência da queda. Com isso, foi internado logo em seguida, em 13 de agosto. No mesmo dia, morreu aos 77 anos. O músico foi enterrado no dia seguinte no cemitério Congonhas, e em seu velório estiveram presentes o político Luiz Antônio Fleury Filho e os cantores Sula Miranda, Milionário, Jair Rodrigues e Sérgio Reis.

### Tinoco
José Salvador Perez nasceu em Botucatu, São Paulo, em 1920, e foi o artista sertanejo que permaneceu mais tempo em atividade, estando ativo por 82 anos. Morreu aos 91 anos, vítima de insuficiência respiratória. Foi velado no cemitério da Quarta Parada, na cidade de São Paulo e sepultado no cemitério da Vila Alpina, na mesma cidade. À época, a então presidente do Brasil Dilma Rousseff lamentou a morte de Tinoco.

## História

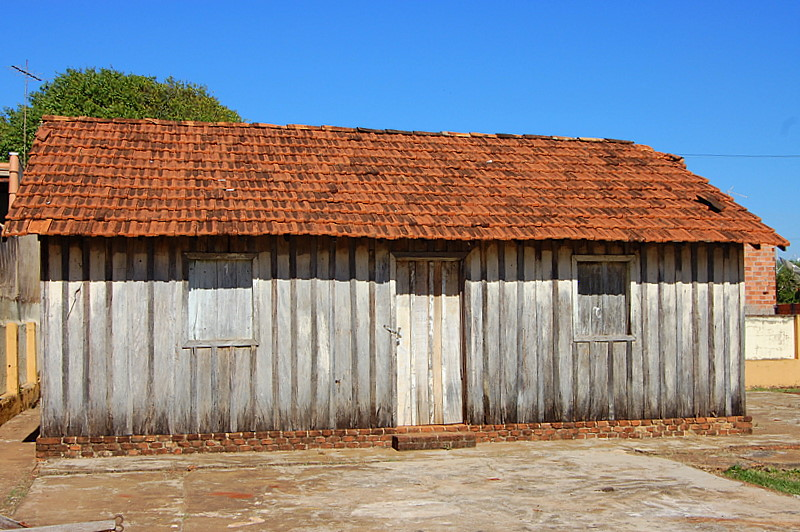
Casa em que Tonico e Tinoco passaram a infância, em Pratânia

O gosto pela música veio dos avós maternos Olegário e Isabel, que alegravam a colônia com suas canções, ao som de um antigo acordeão. A primeira canção que aprenderam foi “Tristeza do Jeca” em 1925. Em 15 de agosto de 1935 fizeram a primeira apresentação profissional. Cantaram na Festa de Aparecida de São Manuel, onde milhares de pessoas de todo o Brasil visitam o segundo Santuário dedicado à Padroeira do Brasil. Junto com o primo Miguel, formavam o "Trio da Roça".
Em 1931, Tonico e Tinoco moravam em Botucatu (São Paulo), na fazenda Vargem Grande, de Petraca Bacci, com os pais, Salvador Pérez — um espanhol de León, chegado ao Brasil criança, em 1892 e Maria do Carmo, uma brasileira. A exemplo de outras crianças da época, os dois garotos, mal aprenderam a falar, já eram cantadores das modas de viola. Aprendiam as letras com Virgílio de Souza, violeiro das redondezas. Num baile que Tonico conheceu e apaixonou-se por Zula, filha do administrador da fazenda, Antônio Vani.
Como não havia rádio na região, o conjunto ficou famoso. Mas Tonico & Tinoco só cantavam em dupla nas horas vagas ou nas folgas do trabalho, quando a turma parava para tomar café. Cantavam as modas de viola de Jorginho do Sertão, um autor imaginário, que utilizavam para assinar suas canções, que falava da crise no país com as revoluções de 1930 e 1932.
No fim do ano agrícola de 1937, os Perez decidiram, com outras famílias, tentar a vida na cidade de Sorocaba (São Paulo). As irmãs Antônia, Rosalina e Aparecida foram trabalhar na fábrica de tecidos Santa Maria. Tonico foi ser servente na Pedreira Santa Helena, fábrica do cimento Votorantim. Tinoco virou engraxate na Estação Sorocabana e Chiquinho engajou-se na construção da Rodovia Raposo Tavares, que liga o sul de São Paulo a Mato Grosso do Sul. A crise econômica do país chega ao auge. Getúlio Vargas implanta a ditadura do Estado Novo. Adolf Hitler invade e ocupa a Checoslováquia e depois a Polônia. Começa a Segunda Guerra Mundial.
A vida em Sorocaba fica insuportável, nada dá certo para os Pérez e eles decidem retornar ao campo, agora para a fazenda São João Sintra, em São Manuel (São Paulo).
A volta, contudo, possibilitou aos irmãos Perez a primeira chance de cantar numa Rádio. O administrador da fazenda, José Augusto Barros, levou-os para cantar na Rádio Clube de São Manuel — ainda hoje lá, na rua Coronel Rodrigues Simões, no centro da cidade. Assim, até o fim de 1940, eles ficam trabalhando na roça durante a semana e aos domingos cantam na emissora da cidade. Só por amor à arte, sem ganhar. As dificuldades levaram os Pérez a uma derradeira migração.
Em janeiro de 1941 chegam, de mala e cuia — quatro sacos com os “trens” de cozinha e duas trouxas de roupa — a São Paulo. À falta de profissão, as meninas foram trabalhar em casa de família, Tinoco num depósito de ferro-velho, Chiquinho na metalúrgica São Nicolau e Tonico, sem outra alternativa, comprou uma enxada e foi ser diarista nas chácaras do bairro de Santo Amaro.
Os tempos duros da cidade grande tinham lá sua compensação, principalmente nos domingos, quando a família ia ao circo, na rua Lins de Vasconcelos no então pacato bairro do Cambuci. Num desses espetáculos, os manos conheceram pessoalmente Raul Torres e Florêncio, a dupla de violeiros mais famosa de São Paulo e que depois, com Rielli na sanfona, formaram na Rádio Record o famoso trio "Os Três Batutas do Sertão”.
Em São Paulo, inscreveram-se no programa de calouros comandado por Chico Carretel (Durvalino Peluzo), na Rádio Emissora de Piratininga. O capitão Furtado, que estava sem violeiro em seu programa Arraial da Curva Torta, na Rádio Difusora, promoveu então concurso para preencher a vaga: os dois irmãos, formando a dupla Irmãos Perez, cantaram o cateretê "Tudo tem no sertão" (Tonico). Classificados para a final, interpretaram de Raul Torres e Cornélio Pires, (esse último um radialista e pesquisador que foi pioneiro no estudo da vida sertaneja, especialmente a paulista, e que deixou uma extensa obra a respeito.) "Adeus Campina da Serra". Quando terminaram, o auditório aplaudiu de pé, em meio a lágrimas. Todos pediam bis àquela dupla que cantava diferente, com afinação, fino e alto. Todos os outros violeiros foram abraçá-los. O cronômetro marcava 190 segundos de aplausos, contra apenas 90 segundos da dupla segundo colocada.
No dia seguinte o Trio da Roça estava contratado pela Rádio Difusora, que naquele período havia sido comprada pela Tupi FM, parte de ofensiva do jornalista Assis Chateaubriand para formar uma poderosa rede de veículos de comunicação — os Diários e Emissoras Associados. Três meses depois o contrato foi renovado por dois anos e o salário foi acertado em cruzeiros, a nova moeda que aposentara os réis. Eram 1 200,00, uma fortuna se comparado ao salário mínimo da época, de 280,00. Já sem o primo Miguel, eles eram apenas os irmãos Pérez. Um dia, durante um ensaio do programa Arraial da Curva Torta, o Capitão Furtado — de batismo Arioswaldo Pires, sobrinho de Cornélio Pires , apresentador do programa e também lendário divulgador da música sertaneja — disse que uma dupla tão original, com vozes gêmeas, não poderia ter nome espanhol. Batizou-os, na hora, de Tonico & Tinoco.
A divulgação nos programas da rádio transformava a dupla em sucesso imediato, fazendo surgir dezenas de convites para shows. A primeira apresentação dessas foi no cine Catumbi, em São Paulo, hoje transformado em uma casa de forró sertanejo. Depois rumaram para o interior, em excursões que demoravam semanas. Apresentavam-se em cinemas, clubes e até em pátios vazios de armazéns. Quando terminaram a primeira excursão, no Circo Biriba, em Ribeirão Preto, fizeram a partilha do lucro: quatro mil e quinhentos cruzeiros para cada um.
A dupla estreou em disco, na Continental, em 1944, com o cateretê "Em vez de me agradecê" (Capitão Furtado, Jaime Martins e Aimoré), que foi lançada em 1945. Na gravação de "Invés de me agardecê" ocorreu um fato inusitado, pois eles a gravaram e em seguida, quando foram gravar o lado B do disco soltaram a voz tão alto, da forma como cantavam lá na roça e estouraram o microfone . Como o processo de gravação era algo muito caro, o disco saiu apenas com um lado, mas como punição a dupla precisou ficar seis meses fazendo aula de canto para educar a voz e voltar a gravar. Por isso que o lançamento do primeiro 78 rpm para o segundo é curto pois eles gravaram a primeira moda ainda em 1944.
Bem sucedida com essa gravação, que serviu de teste, gravou seu primeiro disco completo, a moda de viola Sertão do Laranjinha, motivo popular adaptado pela dupla e Capitão Furtado, e "Percorrendo o meu Brasil" (com João Merlini), que foi sucesso imediato. No ano seguinte (1946) o sucesso definitivamente chegou com "Chico Mineiro" (Tonico/Francisco Ribeiro).
Com o sucesso de “Chico Mineiro” a dupla consagrou-se definitivamente e tornou-se a dupla sertaneja mais famosa do Brasil. Uma curiosidade: quando Tonico & Tinoco foram gravar “Chico Mineiro” a gravadora havia informado que esse seria o último disco da dupla, pois eles já haviam gravado cinco discos e existia sempre uma reclamação dos ouvintes com relação a dupla, alegavam que não era possível entender a pronuncia deles nas letras das músicas, os fãs não entendiam o que eles estavam dizendo, aí surgiu “Chico Mineiro” e tudo mudou, inclusive com o dinheiro que eles ganharam com essa música conseguiram comprar sua 1ª casa para viver com a família. Desde então, tornou-se a dupla sertaneja mais famosa do país.
Ao final da Segunda Guerra Mundial, o número de emissoras de rádio saltou para 117, e os aparelhos receptores eram 3 milhões. Tonico & Tinoco estão agora na Rádio Nacional de São Paulo onde nasceu um de seus mais marcantes programas. Um dia, o auditório estava ocupado com um ensaio e como eles precisavam entrar no ar, puxaram os microfones para fora e fizeram a apresentação do corredor. O locutor Odilon Araújo perguntou de onde o programa estava sendo transmitido e Tinoco respondeu: "Da Beira da Tuia". O nome ficou.
Apesar da popularidade o trabalho para dupla sertaneja era garantido, porém limitado aos circos somente. Felizmente nessa época apenas em São Paulo estavam baseados cerca de 200 circos que iam ao interior para apresentação dos ídolos sertanejos do rádio.
Em 1961 estreiam no Cinema com o filme “Lá no Meu Sertão” de Eduardo Llorente, filme baseado na vida e obra de Tonico & Tinoco. No final de 1960 a dupla recebera um golpe quase mortal, quando Tonico, tuberculoso desde 1940, precisou ser internado num hospital em Campos do Jordão (SP), cedendo lugar para o irmão Chiquinho tanto nos shows, quanto nos programas de rádio e gravações de discos. Tonico fez uma cirurgia e um tempo depois deixou o hospital com a certeza que não voltaria mais a cantar. Tinoco, através da Rádio Nacional onde faziam o programa, pediu para os fãs rezarem pela saúde de Tonico, o qual ficou curado, e voltou a cantar com mais força e beleza. Em devoção a Nossa Senhora Aparecida, a quem a dupla atribuiu sua cura, construíram na Vila Diva em São Paulo uma capelinha que recebe romeiros e devotos até hoje.
Em 1965 filmam “Obrigado à Matar” de Eduardo Llorente, um filme baseado na lenda do Chico Mineiro. Ano de 1969, novas mudanças na carreira de Tonico & Tinoco, eles estreiam na Rádio Bandeirantes onde permanecem até 1983.
No cinema, em 1969, fizeram “A Marca da Ferradura” de Nelson Teixeira Mendes. Em 1970 Tonico & Tinoco resolvem lançar um LP intitulado “Recordando Raul Torres” em homenagem ao cantor. Conseguiram a autorização para gravar as músicas, entre elas, “Moda da Mula Preta”, “Pingo d'Agua” e “Chico Mulato” (Raul Torres/João Pacífico), mas infelizmente Raul Torres não chegou a ouvir as gravações, tendo falecido dois meses antes.
Gravaram em referência a famosa estrada do norte do Brasil, “Transamazônica” (Tonico/Caetano Erba) e em homenagem a sua terra natal, Pratânia “Minha Terra, Minha Gente” (Tonico). Filmaram ainda nesse ano “Os Três Justiceiros” de Eduardo Llorente, uma espécie de bang bang, sem muito sucesso.
Em 1972, já com um enorme prejuízo, filmam “Luar do Sertão” de Osvaldo de Oliveira e desistem da carreira de atores. Quase faliram nessa incursão pelo cinema. Mazzaropi fazia sucesso e fortuna pois produzia, distribuía e fiscalizava seus filmes, já Tonico & Tinoco sem condições de ter um fiscal na porta de cada cinema onde seus filmes eram exibidos, foram passados para trás, arcando com um prejuízo imenso.
Em 1979, precisamente no dia 6 de junho, Tonico & Tinoco fazem o que nenhum caipira havia sonhado: apresentam-se no Teatro Municipal de São Paulo, num show de três horas que reúne um público recorde de 2 500 pessoas. Da beira da tuia, celeiros centenários onde cantavam no passado, os irmãos Perez chegavam a um dos mais famosos teatros do mundo, que até então só abria suas portas para óperas, balés e concertos eruditos. Permaneceram na Continental até 1982, emplacando vários sucessos. Nesse ano resolvem ir para a gravadora Copacabana onde mudam seu repertório, passam a gravar canções mais alegres, arrasta-pés divertidos e Nadir Perez, esposa de Tinoco passa a assinar várias músicas com a dupla. No ano de 1983 estreiam o programa “Na Beira da Tuia” na TV Bandeirantes e lançam o filme “O Menino Jornaleiro”, só que dessa vez como co-produtores.
Em 1984 participam do filme “A Marvada Carne” de André Klotzel, como convidados especiais.
Em 1989 voltam para a Copacabana e gravam “Mãe Natureza” (Tinoco/José Carlos). Nesse disco Tonico já se encontrava bastante debilitado mas continuava sua carreira.
No ano de 1994 na Polygram com a produção de José Homero e Chitãozinho gravam seu último trabalho, onde destaca-se “Coração do Brasil” (Joel Marques/Maracaí) com participação especial de Chitãozinho & Xororó e Sandy & Júnior, e “Chora minha viola” (Nilsen Ribeiro/Geraldo Meirelles).
Apresentaram o Programa Na Beira da Tuia nas seguintes emissoras — Bandeirantes (1983),e SBT (1988), Cultura (Viola, Minha Viola).
Realizaram grandes eventos, como: A Grande Noite da Viola, no Maracanãzinho/Rio de Janeiro (1981), Teatro Municipal de São Paulo (1979), Semana Cultural Tonico e Tinoco no Centro Cultural de São Paulo (1988) e o Troféu Tonico e Tinoco (1992). No mesmo ano, realizaram um show em conjunto com Chitãozinho e Xororó na cidade de São Bernardo do Campo (SP), onde foram prestigiados por mais 100 000 espectadores. Entre as inúmeras premiações destacamos: 04 Roquetes Pinto, Medalha Anchieta (Comenda da Cidade de São Paulo), Ordem do Trabalho (Ministro do Trabalho Almir Pazzianoto), Ordem do Mato Grosso (Comendador), Troféu Imprensa, 02 Prêmios Sharp de Música e o Prêmio Di Giorgio. O slogan "A Dupla Coração do Brasil", surgiu em 1951, quando o humorista Saracura resolveu batizá-los assim, pela interpretação de todos os ritmos regionais.
A dupla passou por todas as mudanças na música sertaneja, mas jamais mudou seu estilo, copiadíssimo durante as décadas de 1950 e 1960.
O último show da dupla Tonico & Tinoco foi na cidade mato-grossense de Juína, no dia 7 de agosto de 1994.

## Carreira Solo de Tinoco
Tinoco encontrou forças no apoio que recebeu dos fãs, e na saudade do companheiro que faleceu. Realizou mais de trinta apresentações contratadas anteriormente a morte do irmão. Em 2010 no Especial Emoções Sertanejas Tinoco recebeu uma homenagem do cantor Roberto Carlos que é um amigo e fã da dupla. Em 2012, Tinoco tornou-se o artista sertanejo há mais tempo na ativa. Em 4 de maio de 2012, Tinoco morreu aos 91 anos devido a insuficiência respiratória e a duas paradas cardíacas.

## Filmografia

### Cinema
| Ano  | Título               | Nota   |
| ---- | -------------------- | ------ |
| 1949 | Luar do Sertão       |        |
| 1962 | Lá no meu sertão     |        |
| 1964 | Obrigado a Matar     |        |
| 1971 | Luar do Sertão       | [ 11 ] |
| 1972 | A Marca da Ferradura |        |
| 1972 | Os três Justiceiros  |        |
| 1982 | O menino jornaleiro  |        |
| 1985 | A Marvada Carne      |        |

### Televisão
| Ano     | Título           | Papel                 | Emissora |
| ------- | ---------------- | --------------------- | -------- |
| 1950    | TV na Taba       | Cantores              | Tupi     |
| 1980    | Cavalo Amarelo   | Participação Especial | Band     |
| 1983–84 | Na Beira da Tuia | Apresentador          | Band     |
| 1988–90 | Festa na Roça    | Apresentador          | SBT      |

## Histórias
- A primeira apresentação profissional da dupla aconteceu na Festa de Aparecida de São Manuel em frente ao Santuário N. Sra. Aparecida no dia 15 de agosto de 1935.[13]
- Participaram da primeira transmissão da Televisão brasileira, no ano de 1950.[13]
- É a mais importante dupla sertaneja da história da música.[11]
- Criaram uma Companhia Circense, com a qual percorreram todo o País. Em cada Circo realizavam três sessões por noite. São autores de muitas peças teatrais circenses.[14]
- Apresentaram o Programa Na Beira da Tuia nas seguintes emissoras: Bandeirantes (1983), SBT (1988) e Cultura (Viola, Minha Viola).[15]